# Agnes Atim Apea
Agnes Atim Apea est une entrepreneure sociale ougandaise et fondatrice de Hope Development Initiative. Elle est nommée au programme 100 femmes de la BBC en 2017.

## Carrière
Agnes Atim Apea est la présidente de la Commission des finances du gouvernement local et également la fondatrice et directrice générale de Hope Development Initiative, qui promeut l'industrie rizicole pour les agricultrices dans plusieurs régions de l'Ouganda. Cela conduit à son surnom de « Mama Rice ». Son organisation met en place des coopératives agricoles en Ouganda et s'efforce d'atteindre une part importante du marché. En plus du riz, les coopératives travaillent également avec des graines utilisées pour fabriquer de l'huile végétale et des produits de casava.
En 2017, elle est nommée au programme 100 femmes de la BBC, une liste des femmes les plus influentes dans le monde. Apea l'apprend alors qu'elle participe au 7e Sommet sur le commerce des céréales en Afrique en Tanzanie, affirmant que c'était parce qu'elle faisait la promotion de la justice sociale et de l'enseignement aux jeunes femmes qu'elle figurait sur la liste.

### Éducation
Elle est titulaire d'un doctorat en philosophie (PhD) en développement international de l' Université de Reading et d'une maîtrise de l'Université des martyrs de l' Ouganda en études du développement.